# ФК Динамо Врање
ФК Динамо Врање је српски фудбалски клуб из Врања. Основан је 1947. године.

## Историја
Фудбалски клуб Динамо из Врања основан је 1947. године, а име је добио по узору на неколицину клубова из тадашњег Совјетског савеза. Клуб је углавном окупљао напредну омладину левичарске оријентације, која се и пре почетка Другог светског рата интересовала за фудбал. Градски стадион саграђен је 1951. године, али екипа Динама данас не наступа на њему, већ је „подстанар” на стадиону „Памучног комбината Јумко”.
Клуб се у прошлости такмичио у различитим ранговима такмичења, али су највећи успеси везани за новију историју. Период успона започео је сезоном 2005/06. када се клуб освајањем 1. места у Српској лиги Исток по први пут пласирао у Прву лигу Србије, други такмичарски ранг. Већ након прве сезоне Динамо се вратио у трећи ранг, али је на крају сезоне 2007/08. поновио исти успех. Након три сезоне у прволигашком друштву уследио је период слабих резултата и пад до четвртог ранга такмичења. Сезона 2014/15. поново је донела пласман у Прву лигу Србије, такође освајањем првог места, а након нове три сезоне у овом рангу такмичења постигнут је историјски успех. Наиме, освајањем 2. места у сезони 2017/18, Врањанци су по први пут обезбедили пласман у елитни ранг, Суперлигу Србије.
Динамо се у највишем рангу, Суперлиги Србије, задржао само годину дана. На крају сезоне 2018/19, клуб је заузео 14 место па је морао у бараж за опстанак у највишем рангу. У баражу је боља била екипа Инђије укупним резултатом 3:2 (пораз у Инђији 3:0 и победа 2:0 код куће).

## Новији резултати
| Сезона   | Ранг | Лига                 | Позиција | ИГ | Д  | Н  | П  | ГД | ГП | ГР  | Бод     | Куп                  |
| -------- | ---- | -------------------- | -------- | -- | -- | -- | -- | -- | -- | --- | ------- | -------------------- |
| 2006/07. | 2    | Прва лига Србије     | 16.      | 38 | 10 | 15 | 13 | 33 | 37 | –4  | 45      | Није се квалификовао |
| 2007/08. | 3    | Српска лига Исток    | 1.       | 30 | 19 | 8  | 3  | 57 | 21 | +36 | 65      | Претколо             |
| 2008/09. | 2    | Прва лига Србије     | 13.      | 34 | 9  | 12 | 13 | 36 | 39 | –3  | 39      | Није се квалификовао |
| 2009/10. | 2    | Прва лига Србије     | 13.      | 34 | 12 | 7  | 15 | 32 | 38 | –6  | 43      | Шеснаестина финала   |
| 2010/11. | 2    | Прва лига Србије     | 15.      | 34 | 7  | 5  | 22 | 23 | 65 | –42 | 26      | Претколо             |
| 2011/12. | 3    | Српска лига Исток    | 9.       | 30 | 12 | 5  | 13 | 35 | 38 | -3  | 41      | Претколо             |
| 2012/13. | 3    | Српска лига Исток    | 15.      | 30 | 9  | 4  | 17 | 38 | 50 | -12 | 31      | Није се квалификовао |
| 2013/14. | 4    | Нишка зона           | 3.       | 30 | 19 | 1  | 10 | 73 | 36 | +37 | 55 (-3) | Није се квалификовао |
| 2014/15. | 3    | Српска лига Исток    | 1.       | 30 | 21 | 2  | 7  | 57 | 30 | +27 | 65      | Није се квалификовао |
| 2015/16. | 2    | Прва лига Србије     | 12.      | 30 | 11 | 5  | 14 | 27 | 38 | –11 | 38      | Није се квалификовао |
| 2016/17. | 2    | Прва лига Србије     | 8.       | 30 | 10 | 9  | 11 | 33 | 43 | -10 | 39      | Шеснаестина финала   |
| 2017/18. | 2    | Прва лига Србије     | 2.       | 30 | 20 | 3  | 7  | 47 | 24 | +23 | 63      | Шеснаестина финала   |
| 2018/19. | 1    | Суперлига Србије     | 14.      | 37 | 9  | 6  | 22 | 23 | 68 | -45 | 23 (33) | Шеснаестина финала   |
| 2019/20. | 2    | Прва лига Србије     | 11.      | 30 | 10 | 7  | 13 | 34 | 38 | -4  | 37      | Шеснаестина финала   |
| 2020/21. | 2    | Прва лига Србије     | 13.      | 34 | 11 | 5  | 18 | 39 | 53 | -14 | 38      | Шеснаестина финала   |
| 2021/22. | 3    | Српска лига Исток    | —        | —  | —  | —  | —  | —  | —  | —   | —       | Шеснаестина финала   |
| 2022/23. | 5    | Пчињска окружна лига | —        | —  | —  | —  | —  | —  | —  | —   | —       | Није се квалификовао |

## Познати бивши играчи
- Дејан Стефановић
- Дејан Османовић
- Војислав Станковић
- Драган Антић

## Тренери
| Период    | Име и презиме      |
| --------- | ------------------ |
| 2006–2007 | Слободан Халиловић |
| 2007–2008 | Небојша Максимовић |
| 2008–2009 | Младен Додић       |
| 2009      | Миљојко Гошић      |
| 2009–2010 | Радмило Јовановић  |
| 2010      | Мирослав Кнежевић  |
| 2010      | Миле Вулетић       |
| 2010      | Предраг Пршић      |
| 2011      | Александар Антић   |
| 2011–2012 | Давор Тасић        |
| 2012      | Срђан Пауновић     |
| 2013      | Синиша Станчић     |
| 2013–2014 | Иван Јовановић     |

| Период    | Име и презиме     |
| --------- | ----------------- |
| 2014      | Милан Димоски     |
| 2015      | Владимир Пантелић |
| 2015      | Саша Штрбац       |
| 2015      | Миодраг Радановић |
| 2015–2016 | Владан Петровић   |
| 2016      | Саша Мркић        |
| 2016–2018 | Драган Антић      |
| 2018      | Радмило Јовановић |
| 2018–2019 | Драган Антић      |
| 2019      | Урош Калинић      |
| 2019      | Радмило Јовановић |
| 2019–     | Драган Антић      |